# Crime Suppression Division

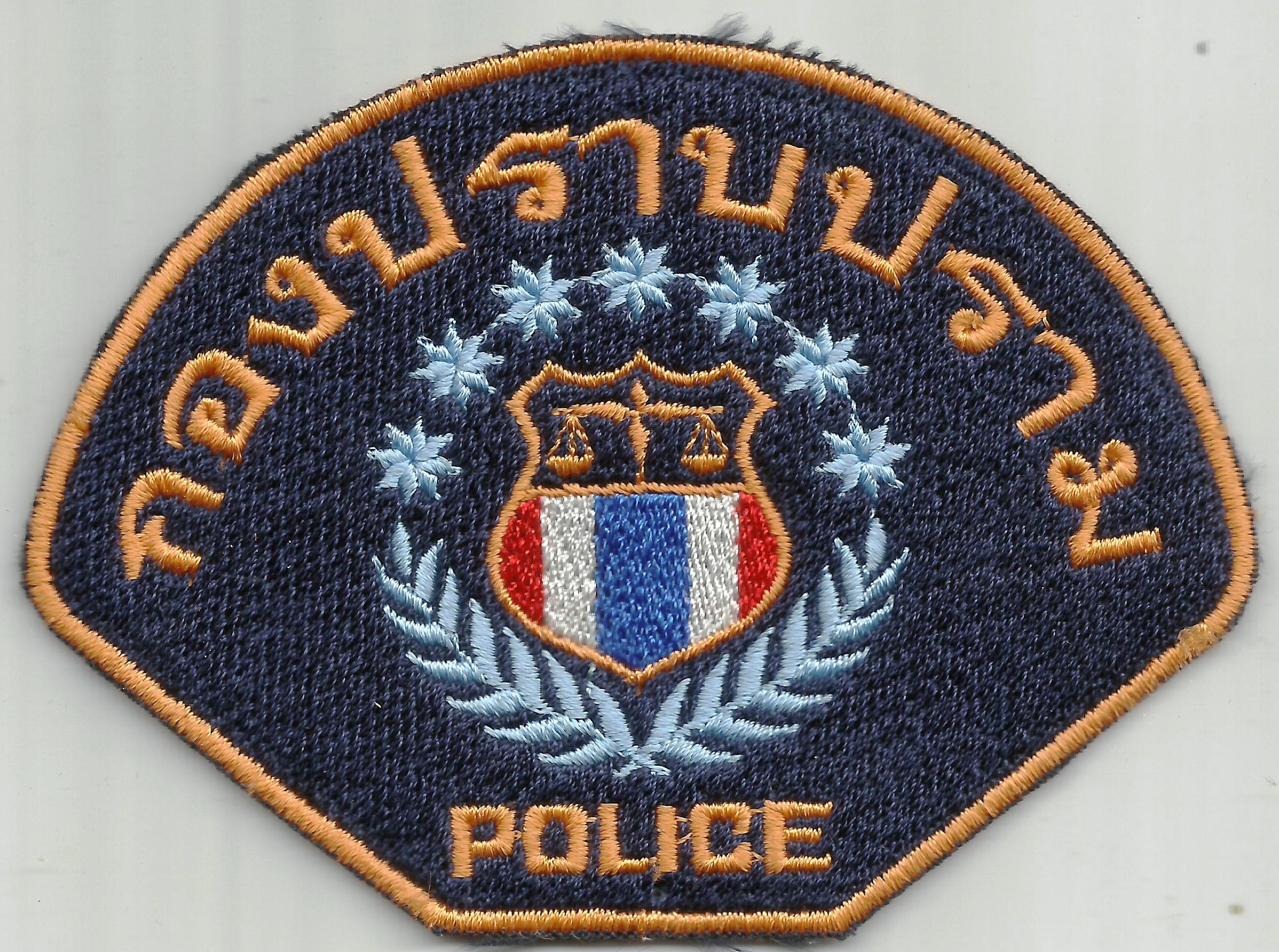
Politiebadge

Crime Suppression Division (Thais: tamruat praabpraam aayaa) is een onderdeel van de Thaise politie met speciale landelijke opsporingsbevoegdheden. De bevoegdheden van de divisie kunnen het best vergeleken worden met die van de Amerikaanse FBI. De dienst heeft de bevoegdheid om overal in het land de controle over te nemen van lokale politie, of bijvoorbeeld de immigratiediensten aan de grens. 
Het hoofdkantoor van de divisie is in Bangkok aan Thanon Phaholyothin. 
De dienst beschikt ook over een commando eenheid die ingezet wordt bij bevrijding van gijzelaars en bestrijding van terrorisme.